# Hashcash
Hashcash es una propuesta realizada por Adam Back en 1997 para combatir el correo basura o spam. Más recientemente se conoce por inspirar el mecanismo de prueba de trabajo usado en Bitcoin.

## Estrategia
La estrategia que sigue es establecer un mecanismo rápido de verificación de que quien ha mandado un mensaje tiene el suficiente interés para mandarlo que está dispuesto a "pagar" con tiempo de CPU para poner una marca que demuestre que no lo manda simplemente porque no cuesta nada. De esta forma quienes quieran mandar grandes volúmenes de spam tendrán que dedicar altos costes disuadiéndoles o al menos acotando sus actuaciones.

## Implementación
Para implementar esta estrategia se usan problemas matemático complejos cuya solución se verifica con facilidad. Como por ejemplo: Cálculo de raíces cuadradas de números grandes, o encontrar colisiones parciales de hash.
Para usar esta técnica en los sistemas de correo se han desarrollado plug-ins que insertan cabeceras X-hashcash en los mensajes de forma similar a la siguiente:
X-Hashcash: 0:030626:adam@cypherspace.org:238923ef39238392a9
Estos valores se calculan, a partir de la fecha, la dirección de correo del destinatarios (si son múltiples habrá que insertar múltiples cabeceras X-hashcash) y un número de versión junto con algún valor aleatorio.
Esto se realiza cuando se manda el correo aprovechando que el correo no es interactivo en tiempo real. El coste para la generación del código suele dimensionarse para que tarde unos segundos en un equipo medio. De esta forma se penaliza más a quien tiene una máquina lenta.

## Problemas
Verificar la cabecera para cada correo implica cambiar los servidores de correo. Además, si alguien con un sniffer captura cabeceras X-HashCash, nada le impediría mandar un mensaje a cada uno de los destinatarios aprovechando la duración de los salvoconductos ya generados
El almacenamiento de los hashes para tantos destinatarios supone un coste. Las listas de correo sin embargo tendrían sobrecargas, al mandar mensajes a cada destinatario. Por ello los usuario deben comprobar el hashcash con la dirección de la lista y no el de cada miembro.